# Šag
Šag är en ort i Kroatien.   Den ligger i länet Baranja, i den östra delen av landet, 190 km öster om huvudstaden Zagreb. Šag ligger 87 meter över havet och antalet invånare är 429.
Terrängen runt Šag är mycket platt. Runt Šag är det ganska glesbefolkat, med 26 invånare per kvadratkilometer. Närmaste större samhälle är Čepin, 14,9 km sydost om Šag. Trakten runt Šag består till största delen av jordbruksmark.